# Granulation (médecine)
Pour les articles homonymes, voir Granulation.

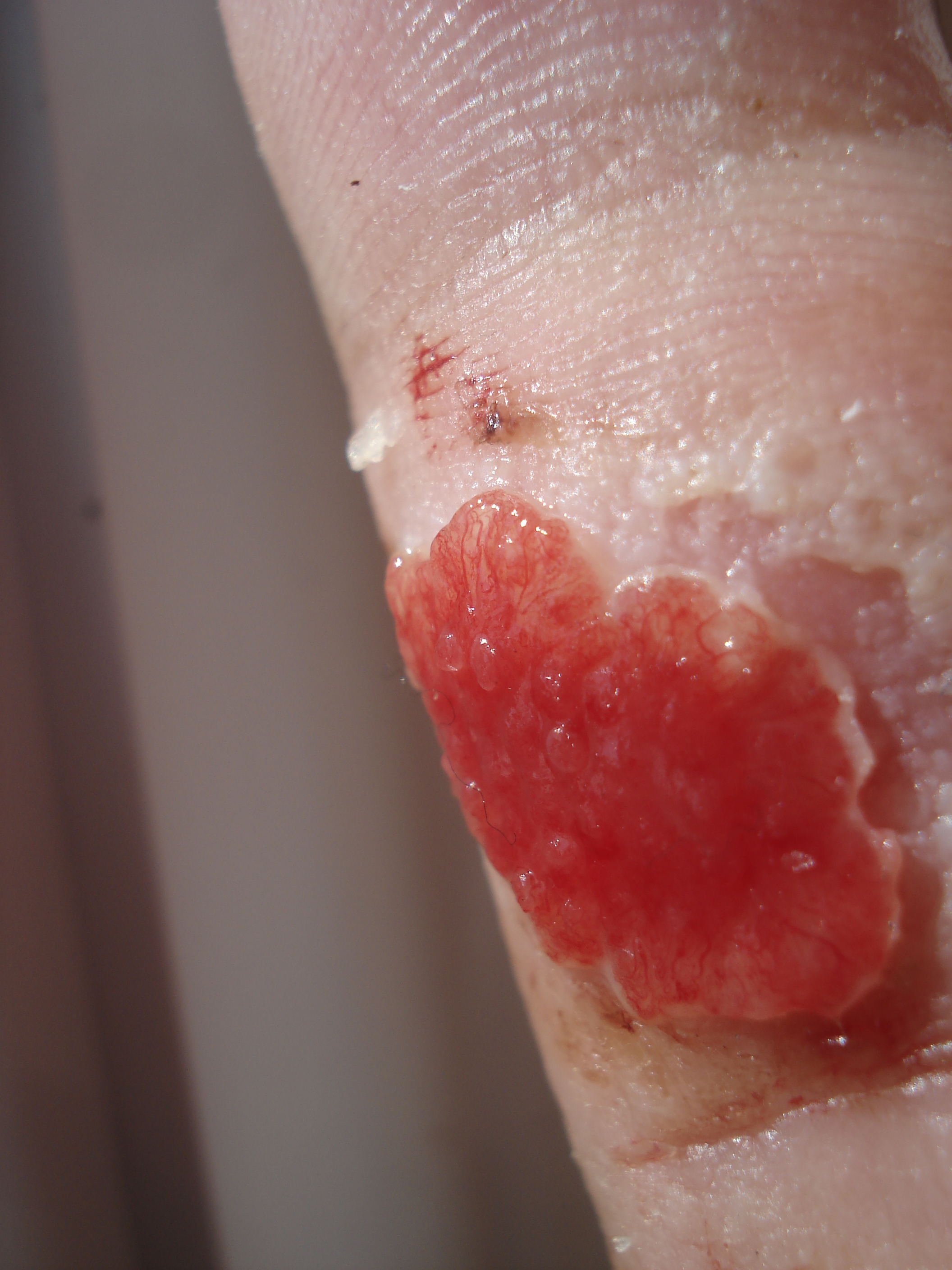
Tissu de granulation à la suite d'une blessure au doigt

Par granulation (lat. granulum = particule) on désigne en dermatologie et en chirurgie la formation de nouveau tissu conjonctif dans le cadre de la cicatrisation, fortement irrigué par des capillaires (petits vaisseaux sanguins). À cause de la présence de nombreux capillaires, la surface apparaît être granulaire. On parle de tissu granulaire,.
La granulation apparaît au cours de la phase de prolifération de la cicatrisation secondaire (dans le cas d'une plaie béante ou de l'absence de tissu) et dure de trois à dix jours après la blessure. Grâce à l'apparition de tissu granulaire depuis la périphérie de la plaie vers le centre jusqu’à ce que l'anomalie soit comblée, la blessure peut se refermer. À la suite de quoi l'épithélium, c'est-à-dire l’épiderme, peut se reformer. Le tissu granulaire va continuer à évoluer jusqu’à ce qu'une cicatrice se soit formée.
En présence d'un tissu granulaire se développant en excédent et formant une excroissance de chair on parle de Caro luxurians (« viande sauvage »). Il est possible de traiter cette excroissance au nitrate d'argent ou bien de la retirer à l'aide d'une cuillère curette.

## Formation
Les substances messagères des macrophages jouent un rôle important dans la granulation. En effet, ils influencent différents processus :
- Les β-FGF (facteur de croissance des fibroblastes β) sont des facteurs de croissance. Les β-FGF ainsi que d'autres substances messagères permettent la migration et l'activation des fibroblastes des tissus voisins qui permettent à leur tour la synthèse de glycoprotéine, de protéoglycane et collagène qui donnent aux tissus leur résistance mécanique à la rupture.
- À cela s’ajoute le développement de capillaires depuis les bords de la blessure grâce, entre autres, au bourgeonnement depuis les capillaires voisins de solides cellules endothéliales.

Au cours du processus de granulation, différents types de cellule sont impliqués : les fibroblastes permettent de refermer la plaie, les angioblastes permettent la formation de nouveaux capillaires et les kératinocytes permettent l'épithélialisation du tissu. Les signaux des macrophages permettent de coordonner ces processus.

## Médecine laborantine
En médecine laborantine, on parle de granulation pour désigner la détection au microscope et par coloration de granula dans les cellules. Par exemple : la granulation toxique de granulocyte neutrophile dans le cadre d’une infection d'origine bactérienne aiguë.
La granulation est également détectable dans l’hémogramme d’une leucémie promyélocytaire aiguë. 